# لیم جونگ اون
لیم جونگ اون (کره‌ای: 임종은؛ زادهٔ ۱۸ ژوئن ۱۹۹۰) بازیکن فوتبال اهل کره جنوبی است.
از باشگاه‌هایی که در آن بازی کرده است می‌توان به باشگاه فوتبال چونام دراگونز، باشگاه فوتبال سئونگنام، باشگاه فوتبال اولسان اچ‌دی، و باشگاه فوتبال چونبوک هیوندای موتورز اشاره کرد.
وی همچنین در تیم ملی فوتبال زیر ۲۰ سال کره جنوبی بازی کرده است.